# Gwyneddosaurus erici
Gwyneddosaurus erici — вимерлий вид морських діапсидних рептилій родини Tanystropheidae ряду проторозаврів. Вид існував у тріасовому періоді в Північній Америці.

## Історія відкриття
Скам'янілі рештки знайдені у 1945 році у відкладеннях формації Локатонг в окрузі Монтгомері на сході штату Пенсільванія (США). Було виявлено фрагменти черепа, кілька хребців, ребра, гастралії, частково кістки плеча та стегна, а також кілька елементів передніх і задніх кінцівок. Це не була велика тварина; типовий скелет був оцінений у 18 см завдовжки, а його стегнова кістка була лише 23 мм. Американський палеонтолог Вільгельм Бок описав на основі решток новий таксон Gwyneddosaurus erici, але вважав його целурозавровим динозавром, спорідненого до Podokesaurus.
Фрідріх фон Хюне відніс цю тварину до Protorosauria в 1948 році як найменшого відомого представника групи, виявивши, що вона найбільше схожа на Macrocnemus. Стіл (1970) класифікував його як тероподного динозавра, тоді як Олсен і Бейрд (1986) ідентифікували його як химеру змішаних залишків целаканта і, можливо, таністрофеїда Tanytrachelos; Олсен і Флінн (1989) пізніше змінили цю інтерпретацію, описавши типовий зразок гвінедозавра як «шлунковий викид» (регургітація), що складається з кісток Tanytrachelos і, можливо, обрізок целаканта. Вони відзначили, що це зробить Gwyneddosaurus старшим синонімом Tanytrachelos, і рекомендували зберегти молодший, але краще представлений рід.